# Clitterhouse Recreation Ground

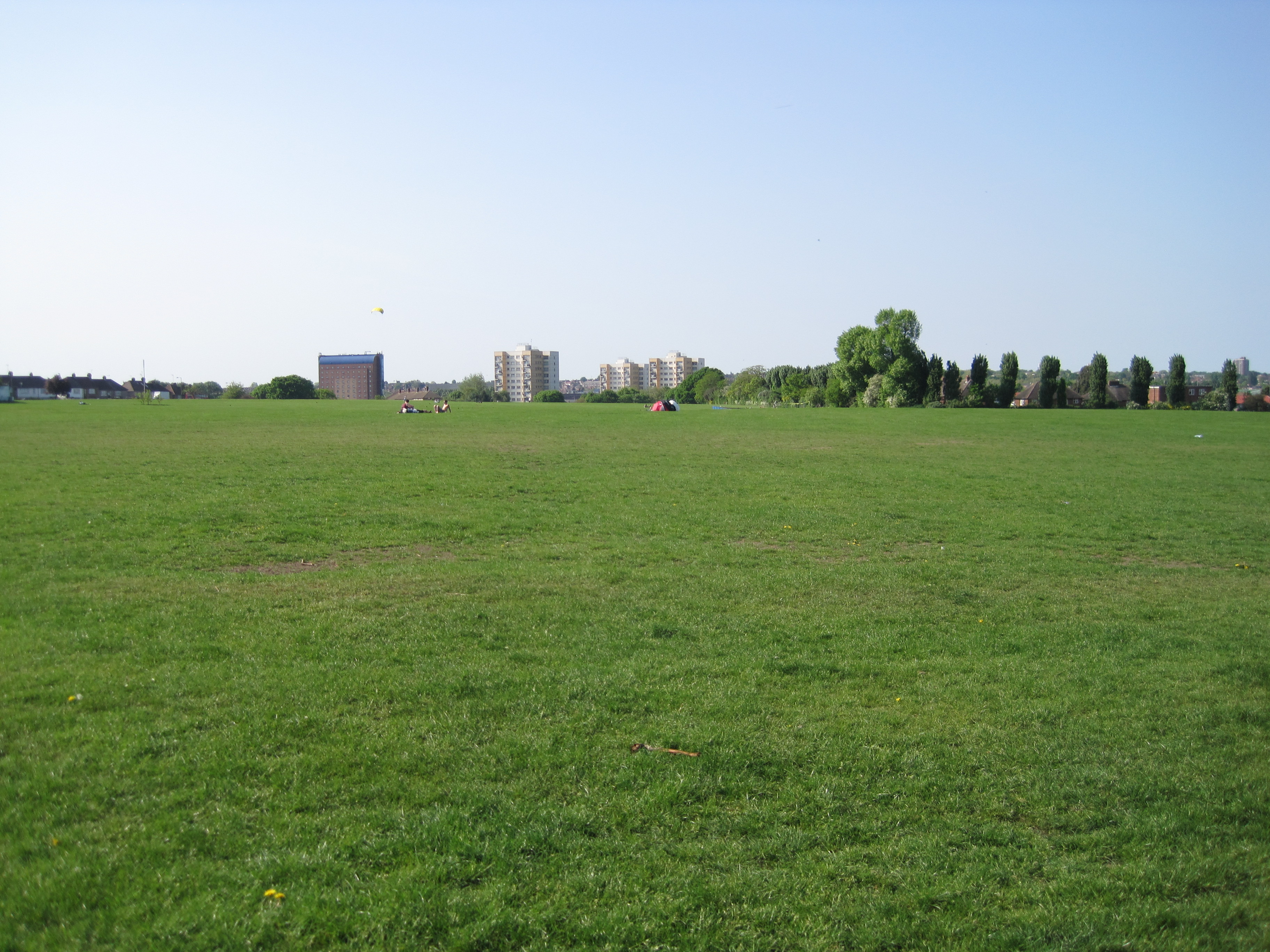
Der Clitterhouse Recreation Ground

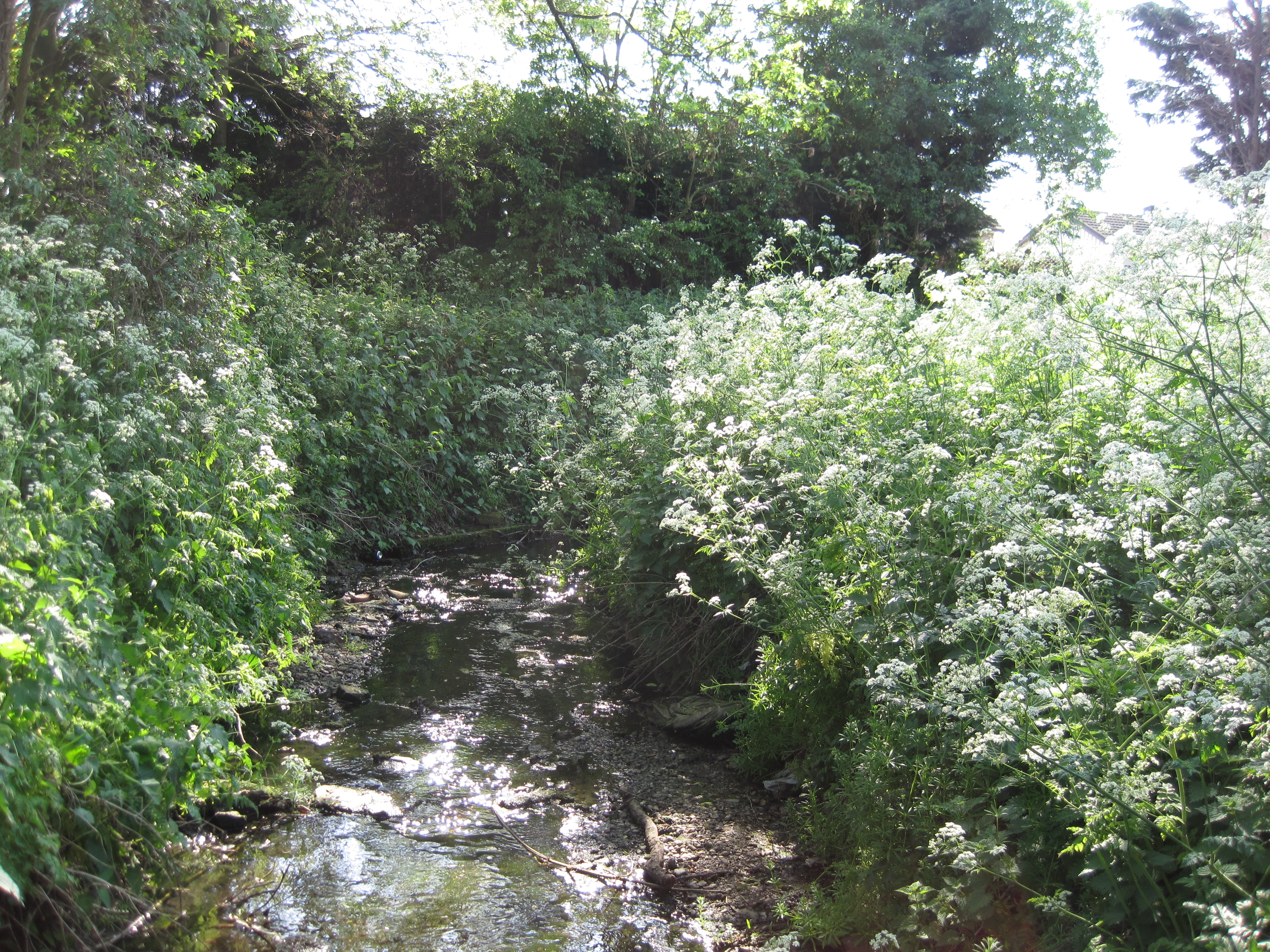
Der Clitterhouse Brook

Der Clitterhouse Recreation Ground oder auch die Clitterhouse Playing Fields ist ein Park und Site of Local Importance for Nature Conservation im London Borough of Barnet. Es ist eine Grasfläche, die von Hecken umgeben ist. Am Rande der Fläche liegt ein Kinderspielplatz. Der Clitterhouse Stream (oder auch Clitterhouse Brook), ein Zufluss des River Brent, verläuft an seinem östlichen Ende.
Der Park ist von der Claremont Road, dem Prayle Grove, dem Purbeck Drive, dem Hendon Way und durch eine Unterführung vom Ridge Hill zugänglich.